# Punta della Merla
La Punta della Merla è una montagna delle Alpi Cozie alta 1.907 m. Si trova in Val Chisone nel comune di Pinasca (TO).

## Descrizione

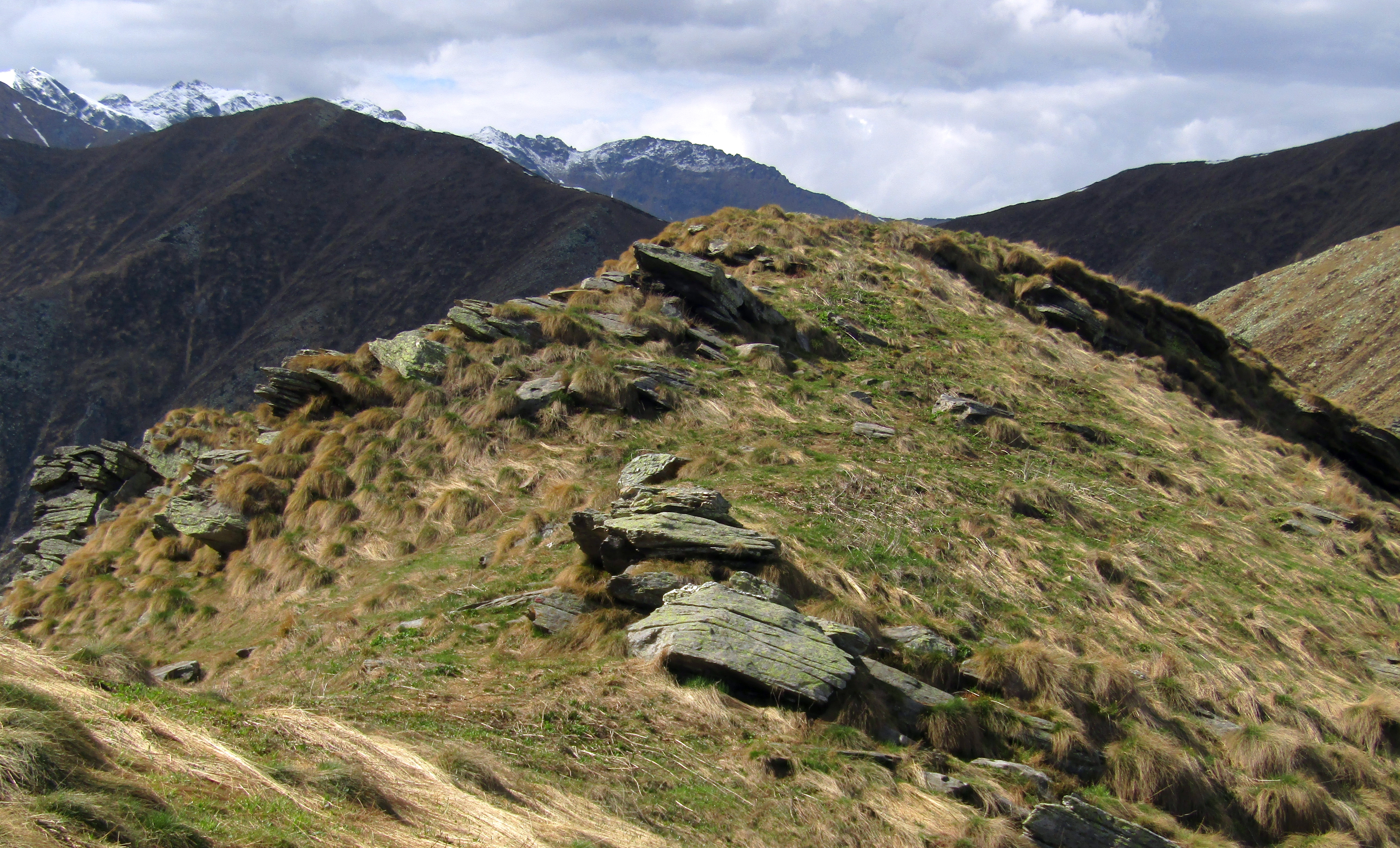
La cima della montagna

La montagna appartiene allo spartiacque che divide il Vallone del Grandubbione (ad est) da altre due vallette anch’esse tributarie del Chisone, la Comba Ciampiano (a nord-ovest) e la Comba della Rivoira (a sud-ovest). Il crinale sul quale si trova la Punta della Merla si raccorda verso nord con lo spartiacque principale Val Chisone/Val Sangone tramite la Cresta inverso a Morte mentre a sud, dopo il vicino Monte Cucetto, perde quota fino al punto di valico di Serremarchetto (1133 m), per il quale transita la strada asfaltata che collega il Grandubbione con Pinasca. Dal valico il crinale risale brevemente al Monte Lausiera (1179 m), per poi esaurirsi sul fondovalle. La Punta della Merla è preceduta a sud da una anticima sulla quale si trova una croce di vetta metallica.

## Geologia
La dorsale alla quale appartiene la Punta della Merla è caratterizzata da rocce metamorfiche, con la presenza di una lente di gneiss affiancata da due aree di scisti grafitici. 

## Accesso alla cima

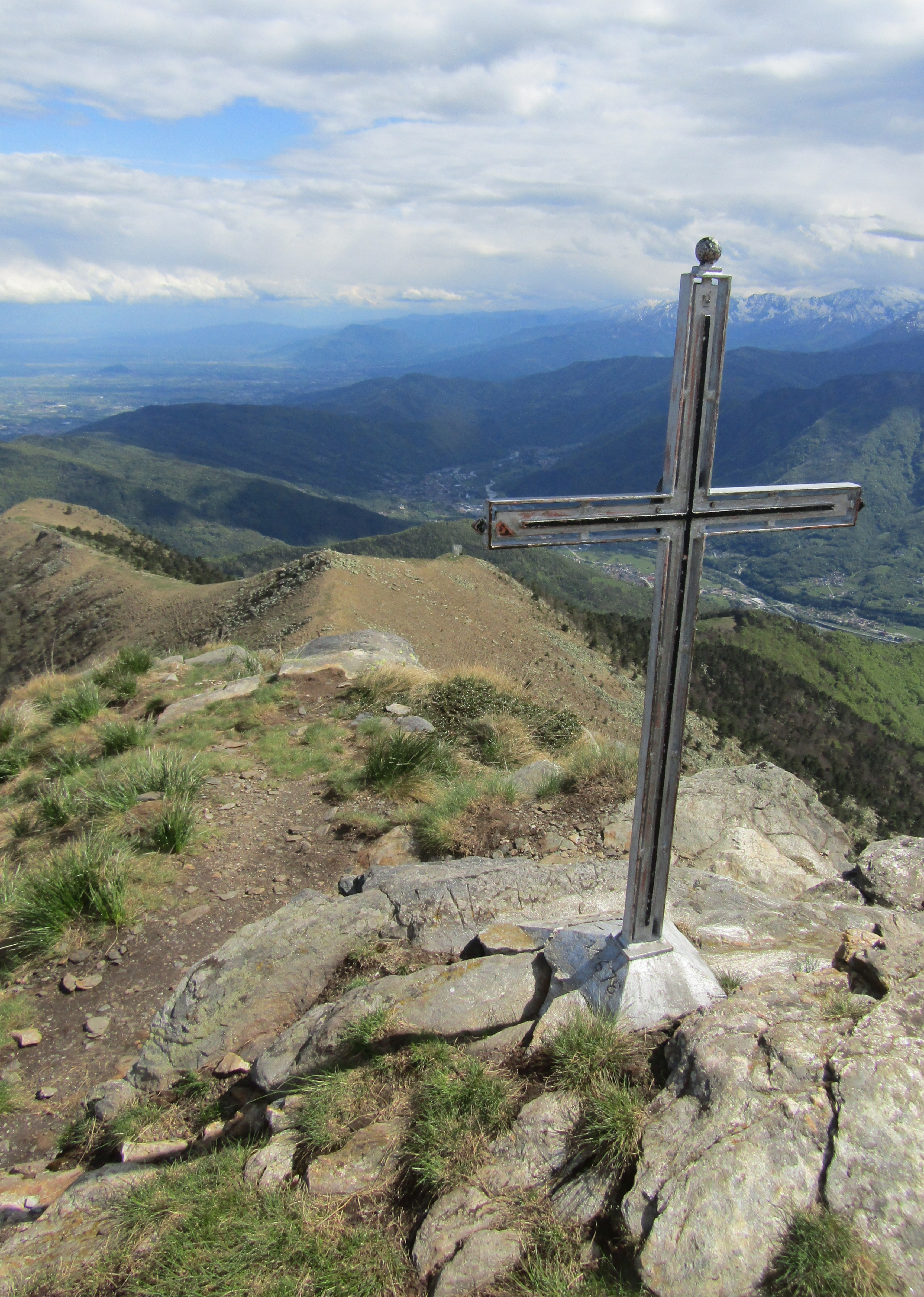
La croce di vetta

La cima della montagna può essere raggiunta, per un sentiero segnato, partendo da Serremarchetto, località raggiungibile da Pinasca con una stradina asfaltata. Dalla Punta della Merla si può proseguire sempre per sentiero verso quella dell'Aquila.